# Listă de comune din județul Teleorman
Această listă de comune din județul Teleorman cuprinde toate cele 92 comune din județul Teleorman în ordine alfabetică.

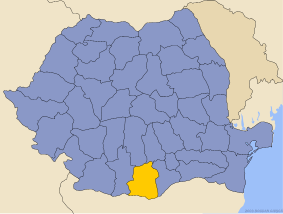
Judeţul Teleorman

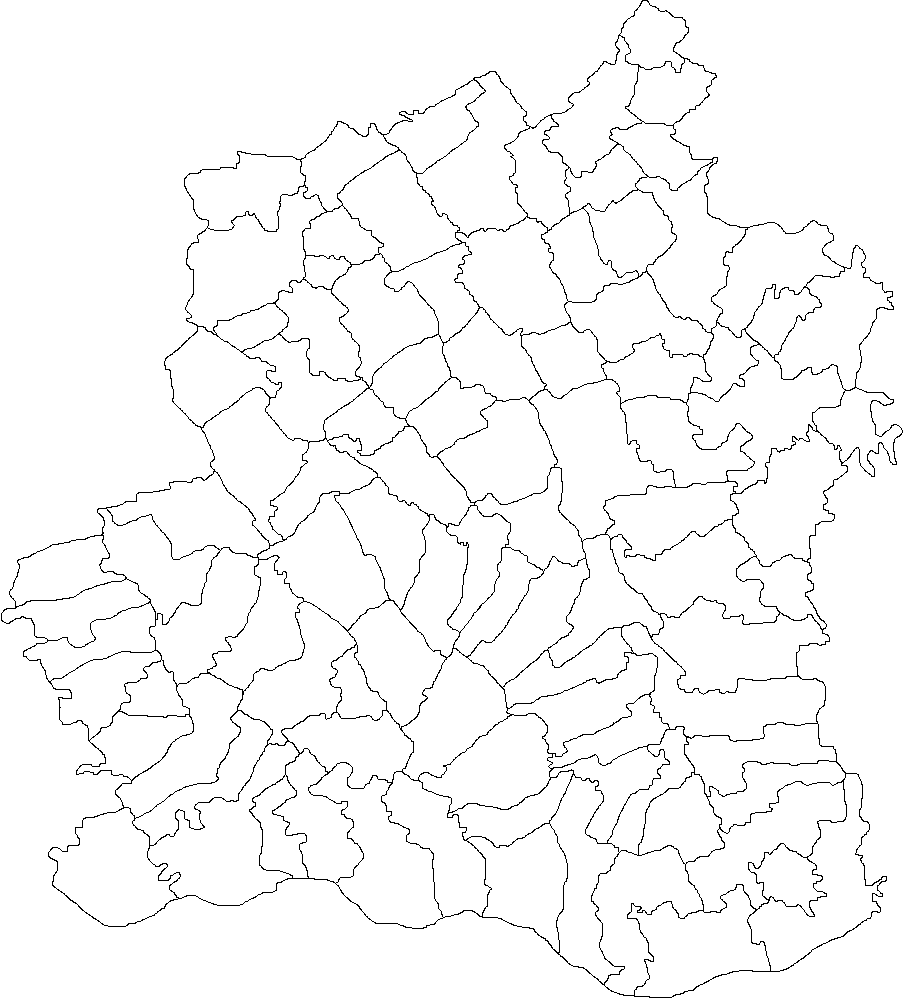
Harta judeţului cu împărţirea administrativ-teritorială pe comune

1. Băbăița
2. Balaci
3. Beciu
4. Beuca
5. Blejești
6. Bogdana
7. Botoroaga
8. Bragadiru
9. Brânceni
10. Bujoreni
11. Bujoru
12. Buzescu
13. Călinești
14. Călmățuiu
15. Călmățuiu de Sus
16. Cervenia
17. Ciolănești
18. Ciuperceni
19. Conțești
20. Cosmești
21. Crângu
22. Crevenicu
23. Crângeni
24. Didești
25. Dobrotești
26. Dracea
27. Drăcșenei
28. Drăgănești de Vede
29. Drăgănești-Vlașca
30. Fântânele
31. Frăsinet
32. Frumoasa
33. Furculești
34. Gălăteni
35. Gratia
36. Islaz
37. Izvoarele
38. Lisa
39. Lița
40. Lunca
41. Măgura
42. Măldăeni
43. Mârzănești
44. Mavrodin
45. Mereni
46. Moșteni
47. Nanov
48. Năsturelu
49. Necșești
50. Nenciulești
51. Olteni
52. Orbeasca
53. Peretu
54. Piatra
55. Pietroșani
56. Plopii-Slăvitești
57. Plosca
58. Poeni
59. Poroschia
60. Purani
61. Putineiu
62. Rădoiești
63. Răsmirești
64. Săceni
65. Saelele
66. Salcia
67. Sârbeni
68. Scrioaștea
69. Scurtu Mare
70. Seaca
71. Segarcea-Vale
72. Sfințești
73. Siliștea
74. Siliștea Gumești
75. Slobozia Mândra
76. Smârdioasa
77. Stejaru
78. Ștorobăneasa
79. Suhaia
80. Talpa
81. Tătărăștii de Jos
82. Tătărăștii de Sus
83. Țigănești
84. Traian
85. Trivalea-Moșteni
86. Troianul
87. Uda-Clocociov
88. Vârtoape
89. Vedea
90. Viișoara
91. Vitănești
92. Zâmbreasca